# Cantón Chillanes
Cantón Chillanes är en kanton i Ecuador.   Den ligger i provinsen Bolívar, i den centrala delen av landet, 200 km söder om huvudstaden Quito.